# Élections législatives philippines de 2019
Les élections législatives philippines de 2019 ont lieu le 13 mai 2019 aux Philippines afin de renouveler l'intégralité de la chambre des représentants.